# سوزان مايلز
سوزان مايلز (بالإنجليزية: Susan Miles) (1887 - 1975)؛ كاتِبة وشاعرة بريطانية.